# Leonard Graven
Leonard Graven (* 22. April 2004) ist ein deutscher Volleyballnationalspieler.

## Karriere

### Volleyball
Graven kam über seinen Vater Josef Wolf zum Volleyball. Er begann seine Karriere, wie sein älterer Bruder Vincent, in seiner Heimatstadt beim ASV Dachau. Er spielte für die Nachwuchsmannschaft des VC Olympia München. In der Saison 2020/21 trat er mit dem TSV Unterhaching erstmals in der Bundesliga an, wobei der Verein nicht über den letzten Platz hinauskam. Im September 2021 nahm der Libero mit der deutschen U19-Nationalmannschaft an der Weltmeisterschaft im Iran teil. Danach absolvierte er eine weitere beim in TSV Haching München umbenannten Verein, der im DVV-Pokal 2021/22 das Viertelfinale erreichte, aber in der Bundesliga erneut Letzter wurde.
2022 gab Graven sein Debüt in der A-Nationalmannschaft. Danach wurde er vom Ligakonkurrenten WWK Volleys Herrsching verpflichtet. Herrsching kam 2022/23 im DVV-Pokal und den Bundesliga-Playoffs jeweils ins Viertelfinale. In der Saison 2023/24 kam Graven mit den Herrschinger ins DVV-Pokalfinale, unterlag aber in den Playoffs erneut im Viertelfinale. Zur Saison 2024/25 wechselte Graven zum VfB Friedrichshafen. Der VfB schied im DVV-Pokal 2024/25 im Viertelfinale aus und musste sich im Playoff-Halbfinale geschlagen geben. Auch 2025/26 spielt Graven für Friedrichshafen.

### Beachvolleyball
Von 2016 bis 2020 spielte Graven mit wechselnden Partnern, wie Laurenz Welsch, Tobias Besenböck und Fabian Bergmoser einige Nachwuchsturniere im Beachvolleyball.